# David Behrman
David Behrman (født 1937 i Østrig) er en amerikansk komponist.
David Behrman er bosat i USA. Hans værker er overvejende elektroakustiske og hans hovedinteresse er automatiseret og interaktiv musik, hvor f.eks lyd der frembringes af en solist, ofte blot behandles som intiator af den elektroniske lyd. Musikkens lyd ligger i solistens hænder, men ikke dens klanglige realisering.

## Hæder
- 1994, Foundation for Contemporary Arts Grants to Artists Award.

## Diskografi
- On the Other Ocean Lovely Music Ltd. (1977)
- Leapday Night Lovely Music Ltd. (1987)
- Unforeseen Events XI Records (1991)
- Wave Train Alga Marghen (1998)
- My Dear Siegfried XI Records (2005)

## Film
- 1976 - Music With Roots in the Aether: Opera for Television. Tape 1: David Behrman. Produced and directed by Robert Ashley. New York, New York: Lovely Music.
- 2008 - Roulette TV: David Behrman. Roulette Intermedium Inc.